# Trichodinopsis paradoxa
Trichodinopsis, Trichodinopsidae
Famille
Genre
Synonymes
- Urceolaria

Espèce
Trichodinopsis paradoxa, unique représentant du genre Trichodinopsis et de la famille des Trichodinopsidae, est une espèce de Ciliés de l’ordre des Peritrichida (classe des Oligohymenophorea).

## Étymologie
Le nom Trichodinopsis est composé du préfixe trichodin, par allusion au genre Trichodina Ehrenberg, 1830 (famile des Trichodinidae), et du suffixe grec -ὄψις / -ópsis, « aspect, ressemblant à », littéralement « ressemblant à un Trichodina ».

En effet Lachmann et Claparède justifient ainsi la création du nouveau genre : 

« Nous formons le genre Trichodinopsis pour un animal fort singulier, dont la place dans le système semble encore être des plus douteuses. Par sa forme extérieure, cet infusoire est une vraie Trichodine munie de son appareil fixateur, mais sa surface entière est couverte d’un habit ciliaire très-développé. »

## Description
L'espèce Trichodinopsis paradoxa a une taille moyenne (80 à 200 µm). Sa forme est conique, effilée au sommet, avec des anneaux pelliculaires. Elle a un disque adhésif composé de 30 à 40 denticules lisses, densément liés, entourant quelques cils scopulaires et avec une bande trochale. Sa ciliature buccale est relativement discrète, constituée d'une spirale d'environ 360°, avec un rayon fortement réduit. Son infundibulum est hautement spécialisé, avec une expansion bulbeuse en arrière, de sorte que la ciliature buccale suit une trajectoire en forme de « U » plutôt qu'hélicoïdale, ce qui déplace le cytostome dans une position presque apicale. Son macronoyau est compact, discoïde. Micronoyau, vacuole contractile et cytoprocte n'ont pas été observés.

## Habitat
L'espèce Trichodinopsis paradoxa vit dans des habitats terrestres en tant que symbiontes intestinaux d'escargots prosobranches terrestres, par exemple Pomatias (syn. Cyclostoma) ou Craspedopoma.

## Systématique
L'espèce a été décrite par René-Édouard Claparède et Johannes Lachmann (d) en 1858.

## Publication originale
- J. Lachmann Johannes & E. Claparède. Études sur les infusoires et les rhizopodes. Mémoires de l’Institut National Genevois, 530 p., pl. I-XIII : lire en ligne